# Hajime Kawakami
Hajime Kawakami (河上 肇, Kawakami Hajime, 20 octobre 1879 – 30 janvier 1946) est un économiste et militant communiste japonais des périodes Taishō et Shōwa.
Originaire de la préfecture de Yamaguchi, il est diplômé de l'université impériale de Tokyo.  Après avoir écrit pour le Yomiuri shinbun, il est professeur d'économie à l'université impériale de Kyoto. Se rapprochant progressivement du marxisme, il prend part à l'incident du 15 mars 1928, ce qui entraîne son expulsion de l'université en tant qu'élément subversif. L'année suivante, il rejoint un parti politique en formation, le Shinrōtō. Kawakami publie ensuite une revue économique d'orientation marxiste Studies of Social Problems. Après avoir adhéré au Parti communiste japonais alors interdit, il est arrêté en 1933 et emprisonné.  Après sa libération en 1937, il traduit Das Kapital depuis l'allemand en japonais. Kawakami consacre ses dernières années à écrire des essais, des romans, de la poésie et son autobiographie, Jijoden. Écrit secrètement entre 1943 et 1945 puis publié sous forme de feuilleton en 1946, Jijoden devient une meilleure vente, « saluée de façon extravagante comme étant sans précédent dans les lettres japonaises », (Embracing Defeat, John W. Dower, p. 191)

## Source de la traduction
- (en) Cet article est partiellement ou en totalité issu de l’article de Wikipédia en anglais intitulé « Hajime Kawakami » (voir la liste des auteurs).